# Hongyang, Fujian
Hongyang är en socken i sydöstra Kina. Den ligger i Luoyuan härad i provinshuvudstaden Fuzhou i provinsen Fujian, omkring 53 kilometer norr om centrala Fuzhou.